# Maja Dürr
Maja Joel-Dürr (* 1963) ist eine deutsche Schauspielerin, Synchronsprecherin und Musikerin.

## Karriere
Maja Dürr studierte von 1985 bis 1990 Musik und Darstellende Kunst an der Hochschule der Künste Berlin und zwischen 2006 und 2010 Musik an der Universität der Künste Berlin.
Seit 1986 ist Maja Dürr als freiberufliche Schauspielerin, Synchronsprecherin und Musikerin tätig. Als Musikerin arbeitet sie vor allem im Bereich Jazz und spielte unter anderem am Institut für Experimentelle Musik in Darmstadt. Sie ist Mitglied der Band Easy Goin‘.
Als Synchronsprecherin wurde sie vor allem als deutsche Stimme von Lisa Kudrow als Phoebe Buffay in der US-amerikanischen Sitcom Friends (1994–2004) bekannt. Des Weiteren sprach sie wiederkehrend Brenda Strong in Picket Fences – Tatort Gartenzaun (1992–1996) und Hinterm Mond gleich links (1996–2001) und Tracey Bonner in Prison Break (2005–2009/2017) und Süße Magnolien (2020). In der Zeichentrickserie Tabaluga (1997–2004) sprach sie die Biene Buzz.
Seit 2013 ist sie als Musikpädagogin an der Gemeinschaftsschule auf dem Campus Rütli tätig.
Maja Dürr lebt und arbeitet in Berlin.

## Synchronisation
Quelle: Deutsche Synchronkartei

### Filme (Auswahl)
- 1990: Illeana Douglas als Rosie in GoodFellas – Drei Jahrzehnte in der Mafia
- 1992: Gabrielle Anwar als Donna in Der Duft der Frauen
- 1994: Elizabeth Kaitan als Linda in Beretta's Island
- 1995: Sylvie Testud als Laurence in Aus dem Tode geboren
- 1996: Renae Morriseau als Flo Smith in Kaltblütig
- 1999: Josephine Amankwah als Iris in Cleopatra
- 2008: Carol Kane als Tante Sara in Mein Schatz, unsere Familie und ich
- 2010: Deborah Twiss als Mrs. Zane in Kick-Ass

### Serien (Auswahl)
- 1978–1991: Deirdre Imershein als Jory Taylor in Dallas
- 1984–1993: Harley Jane Kozak als Schwester Mary Duvall (1. Stimme) in California Clan
- 1985–1994: Rebecca Gibney als Emma Plimpton (2. Stimme) in Die fliegenden Ärzte
- 1986–1994: Cecil Hoffman als Zoey Clemmons in L.A. Law – Staranwälte, Tricks, Prozesse (Staffel 5–7)
- 1988–1990: Catherine Disher als Mana in Krieg der Welten
- 2001–2002: Aoi Tada als 'Terriermon' in Digimon Tamers (Animeserie)